# Dipartimento di Chamical
Chamical è un dipartimento argentino, situato nella parte centro-orientale della provincia di La Rioja, con capoluogo Chamical.
Esso confina a nord con il dipartimento di Capital, a est con le province di Catamarca e Córdoba, a sud con il dipartimento di General Belgrano e ad ovest con quello di General Ángel Vicente Peñaloza.
Secondo il censimento del 2010, su un territorio di 5.549 km², la popolazione ammontava a 14.160 abitanti, con un aumento demografico del 5,8% rispetto al censimento del 2001.
Il dipartimento, come tutti i dipartimenti della provincia, è composto da un unico comune, con sede nella città di Chamical, e comprensivo di diversi altri centri urbani (localidades o entitades intermedias vecinales in spagnolo), tra cui Polco.